# Ala-X
El Ala-X (en inglés, X-Wing) es un tipo de caza estelar del universo ficticio de Star Wars. Hace referencia a una serie de cazas diseñados y producidos por la empresa Incom Corporation como los principales interceptores de superioridad espacial, apoyo aéreo cercano y lucha de caza, cuya principal característica es la forma en X de sus cuatro alas. En un principio, fueron diseñados para el Imperio Galáctico, pero cuando el equipo de ingenieros completo desertó y se incorporó a la Alianza Rebelde, se llevaron consigo los planos y prototipos, siendo usados por estos. Al caer el Imperio la Nueva República y la Resistencia continúan usándolos. Su combinación de velocidad y potencia de fuego, con cuatro cañones láser y  dos lanzadores de torpedos de protones los convirtió en la espina dorsal de la flota de cazas estelares de la Alianza Rebelde. Estas naves pueden portar un droide astromecánico y cuentan con la posibilidad de realizar saltos al hiperespacio.

## Ala-X T-65
A partir del 34 ABY, existía el siguiente tipo de Ala-X:
- Ala-X T-65

## Pilotos
A continuación se muestra la lista de pilotos más famosos de Ala-X:
- Luke Skywalker
- Wedge Antilles
- Biggs Darklighter
- Poe Dameron
- Nien Nunb